# Кут природного укосу

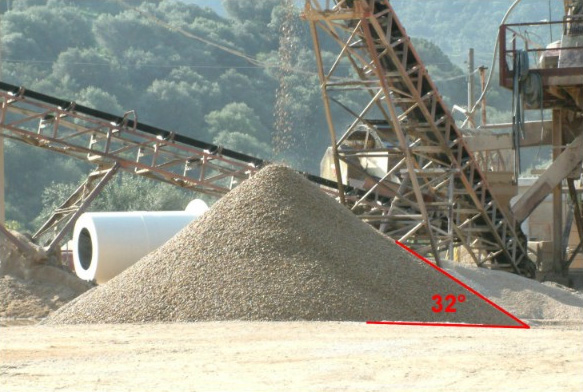
Кут природного укосу насипу гравію.

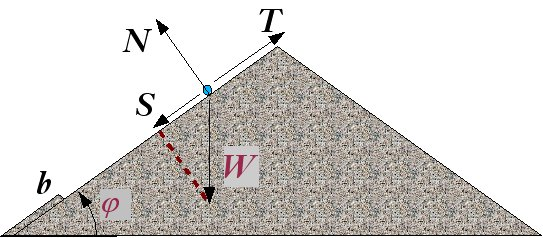
Кут природного укосу.

Кут приро́дного уко́су (рос. угол естественного откоса, англ. natural angle of slope, angle of repose, angle of rest, slope angle; нім. natürlicher Böschungswinkel m, Schüttwinkel m) — найбільший кут, який може бути утворений укосом вільно насипаного сипкого матеріалу (гірничої маси) в стані рівноваги з горизонтальною площиною. Залежить від шорсткості і форми зерен, їх вологості, ґранулометричного складу та густини і насипної щільності матеріалу. Зі збільшенням вологості гірських порід до певного значення кут природного укосу росте, а потім зменшується. Зі збільшенням розмірів зерен та їх кутастості кут природного укосу теж зростає.
За кутом природного укосу розраховують максимальні кути укосів, уступів і бортів кар'єрів, відвалів, штабелів та насипів.
При струшуванні опорної поверхні з насипним вантажем, як це трапляється при транспортуванні матеріалу на стрічці конвеєра, що рухається по роликових опорах, кут природного укосу зменшується. Тому розрізняють кути природного укосу у спокої φ та в русі φ1. Залежно від умов руху φ1= (0,35…0,7)φ. При висипанні матеріалу через випускний отвір, розташований під штабелем, кут природного укосу стає більш крутим і називається кутом обвалення φо.
| Гірська порода, корисна копалина | Сухі породи | Вологі породи | Мокрі породи |
| Деякі сипкі матеріали            |             |               |              |
| Ґрунт рослинний                  | 25          | 35            | 40           |
| Пісок крупний                    | 25-27       | 32-40         | 30-35        |
| Пісок середній                   | 25          | 35            | 28-30        |
| Пісок дрібний                    | 15-20       | 30-35         | 25           |
| Суглинок                         | 25-30       | 35-40         | 40-50        |
| Глини жирні                      | 12-20       | 35            | 40-45        |
| Гравій                           | 10-15       | 25            | 40           |
| Торф без коріння                 | 10-15       | 25            | 40           |
| Вугілля розпушене                | 30          | 40            | 50           |
| Екскаваторні відвали             |             |               |              |
| Скельні породи                   | --          | 30-35         | 32-35        |
| Піщано-глинисті породи           | 20-25       | 30-33         | 32-37        |
| Глинисті породи                  | 15-25       | 30-40         | 35-40        |
| Плужні відвали                   |             |               |              |
| Скельні породи                   | 30-35       | 30-35         | –            |
| Піщано-глинисті породи           | 35-40       | 30-35         | 25-30        |
| Глинисті породи                  | 35-40       | 25-30         | 12-25        |

## Кут природного укосу вугілля
Кут природного укосу для рядових антрацитів знаходиться у межах 27–30°, для вугілля середньої стадії метаморфізму 35–40°, для дрібного вугілля 45–50°, для шламу 70–75°.